# 声をきかせて
『声をきかせて』（こえをきかせて）は、BIGBANGの日本3枚目のシングル。

## 解説
- 前作から4ヶ月でのリリース。前作、前々作に引き続き、3形態リリース。
- 前作、前々作に引き続き、3作連続オリコントップ10入りとなった。
- この曲が、BIGBANG初のドラマタイアップ曲となった。
- 完全初回生産限定版には、「SOLキャラクター絵柄イヤホンコードキーホルダー」が封入されている。

## 収録曲

### 初回版
1. 声をきかせて
  - 作詞：山本成美・Robin、作曲：Teddy
  - TBS系ドラマ『おひとりさま』オープニングテーマ
2. オラ Yeah!
  - 作詞：藤林聖子、作曲：J.Thornfeldt・Mohombi Moupondo
3. 声をきかせて -Acoustic Version-

### 通常版
1. 声をきかせて
2. オラ Yeah!
3. 声をきかせて -Club Remix-

### DVD（初回版のみ）
1. 声をきかせて (Video Clip)
2. 声をきかせて (Making)